# Canadian Open 1961
Die Canada Open 1961 im Badminton fanden Anfang März 1961 in Calgary statt. Die Finalspiele sahen 2300 Zuschauer, eine Rekordkulisse für den kanadischen Badmintonsport bis dahin. Die Titelkämpfe waren in diesem Jahr sowohl die nationalen als auch die internationalen Meisterschaften Kanadas.

## Austragungsort
- Southern Alberta Jubilee Auditorium, Calgary

## Finalergebnisse
| Disziplin    | Sieger                                 | Finalist                                | Ergebnis          |
| ------------ | -------------------------------------- | --------------------------------------- | ----------------- |
| Herreneinzel | Erland Kops                            | Robert McCoig                           | 15-2, 15-12       |
| Dameneinzel  | Marjory Shedd                          | Jean Miller                             | 10-12, 11-3, 11-2 |
| Herrendoppel | Finn Kobberø Jørgen Hammergaard Hansen | Erland Kops Robert McCoig               | 15-8, 15-10       |
| Damendoppel  | Marjory Shedd Dorothy Tinline          | Pauline Ingall Jean Miller              | 15-10, 15-5       |
| Mixed        | Finn Kobberø Jean Miller               | Jørgen Hammergaard Hansen Marjory Shedd | 15-3, 15-10       |